# Klubbhornsteklar
Klubbhornsteklar (Cimbicidae) är en familj i insektsordningen steklar som tillhör underordningen växtsteklar.
Familjen innehåller omkring 130 kända arter. I Europa finns 54 arter och i Sverige finns 21 arter.
Kännetecknande för familjen är de klubblika antennerna och en robust kroppsbyggnad. Kroppslängden varierar från ungefär 8 till 28 millimeter. De fullbildade insekterna, imago, lever i regel ett ganska undanskymt liv och observeras inte så ofta. Färgen är vanligen mörkt svartaktig till brunaktig. Gula inslag kan finnas på bakkroppen. Födan består av sav, och vissa arter kan göra skada på unga träd genom att gnaga på stammen.
Larverna är förhållandevis stora och till utseendet mycket lika fjärilslarver. De är växtätare och livnär sig på blad av olika lövträd. Många arters larver är ljust grönaktiga i färgen, men några har även orangeaktiga inslag och vissa kan vara lätt vitpudrade. Som andra steklar har klubbhornsteklarna fullständig förvandling och larven förpuppar sig inuti en kokong, som den spinner själv.